# Brachyrhopala ruficornis
Brachyrhopala ruficornis là một loài ruồi trong họ Asilidae. Brachyrhopala ruficornis được Macquart miêu tả năm 1847.